# USS Hornet (CV-8)
«Хорнет» (англ. USS Hornet (CV-8)) — авианосец США типа «Йорктаун», эксплуатировавшийся в период с 1941 по 1942 годы. Принимал участие в морских сражениях начального периода войны на Тихом океане, в том числе рейде на Токио 1942 года и битве у атолла Мидуэй. Был тяжело поврежден авиацией в бою у островов Санта-Крус 26 октября 1942 года, оставлен экипажем и потоплен торпедами американских и японских эсминцев.

## Вооружение

### Авиация
После вступления в строй авиагруппа «Хорнет» включала в себя четыре эскадрильи (истребительную, бомбардировочную, торпедоносную и разведывательную). Во время прохождения обучения на авианосце базировались различные типы самолётов в том числе и устаревшие: F4F3-А Wildcat, тренировочные Т-6, Curtiss SBC Helldiver, Brewster SBN, Douglas TBD Devastator. Перед налётом на Токио в апреле 1942 на вооружении авианосца находилось 64 самолёта (30 истребителей F4F4 из VF-8, 10 торпедоносцев TBD-1 из VT-8, 24 пикировщика Douglas SBD Dauntless из VS-8 и VB-8).
К началу битвы за Мидуэй на авианосце базировалось 76 самолётов (27 F4F-4, 35 пикирующих бомбардировщиков SBD-3 (в составе эскадрилий пикировщиков и разведывательных самолётов) и 15 TBD-1). После сражения, летом 1942 года прошло значительное перевооружение. На авианосце стала базироваться новая истребительная группа VF-72, а прежняя была расформирована. Вместо погибшей под Мидуэем эскадрильи торпедоносцев VF-8, на «Хорнет» была размещена эскадрилья VF-6, вооружённая новыми TBF-1 Avenger. В августе, когда авианосец был направлен к Соломоновым островам он нес рекордно большое число самолётов, предназначенных в том числе и для пополнения сил наземного базирования — 107 единиц (37 F4F-4, 32 SBD-3, 16 TBF-1 и ещё 22 разобранных истребителя F4F-4).
| Авиагруппа «Хорнет» в бою у Санта-Круc | Авиагруппа «Хорнет» в бою у Санта-Круc | Авиагруппа «Хорнет» в бою у Санта-Круc | Авиагруппа «Хорнет» в бою у Санта-Круc | Авиагруппа «Хорнет» в бою у Санта-Круc | Авиагруппа «Хорнет» в бою у Санта-Круc | Авиагруппа «Хорнет» в бою у Санта-Круc |
| часть/подразделение                    | Командир                               | Самолёты                               | 25 октября                             | 25 октября                             | 26 октября                             | 26 октября                             |
| часть/подразделение                    | Командир                               | Самолёты                               | всего                                  | исправны                               | всего                                  | исправны                               |
| -------------------------------------- | -------------------------------------- | -------------------------------------- | -------------------------------------- | -------------------------------------- | -------------------------------------- | -------------------------------------- |
| «Хорнет» — 8-я авиагруппа              | коммандер Уолтер Роди                  | TBF-1 «Эвенджер»                       | 1                                      | 1                                      | 1                                      | 1                                      |
| VF-72                                  | лейтенант-коммандер Генри Санчес       | F4F-4 «Уайлдкет»                       | 37                                     | 32                                     | 37                                     | 32                                     |
| VB-8                                   | лейтенант Джеймс Воуз                  | SBD-3 «Доунтлесс»                      | 14                                     | 10                                     | 14                                     | 9                                      |
| VS-8                                   | лейтенант-коммандер Вильям Видхелм     | SBD-3 «Доунтлесс»                      | 16                                     | 11                                     | 16                                     | 15                                     |
| VT-6                                   | лейтенант Эдвин Паркер                 | TBF-1 «Эвенджер»                       | 14                                     | 13                                     | 14                                     | 13                                     |
| VT-10                                  |                                        | TBF-1 «Эвенджер»                       |                                        |                                        | 2                                      | 2                                      |

### Артиллерия
Артиллерия авианосца к началу войны включала 8 универсальных 127-мм орудий Mk.12, с которыми он воевал всю войну, 4 счетверённых 28-мм автомата Mk 1/1 и 24 12,7-мм пулемёта «Браунинг» M2. Сразу после вступления в строй неэффективные пулемёты стали заменяться на 20-мм автоматические пушки «Эрликон». К битве у атолла Мидуэй «Хорнет» был вооружён уже 27 такими автоматами, пулемёты при этом снимались с вооружения. В июле пулемёты были окончательно сняты, а число «Эрликонов» было доведено до 32.

## История

### Строительство и начало службы

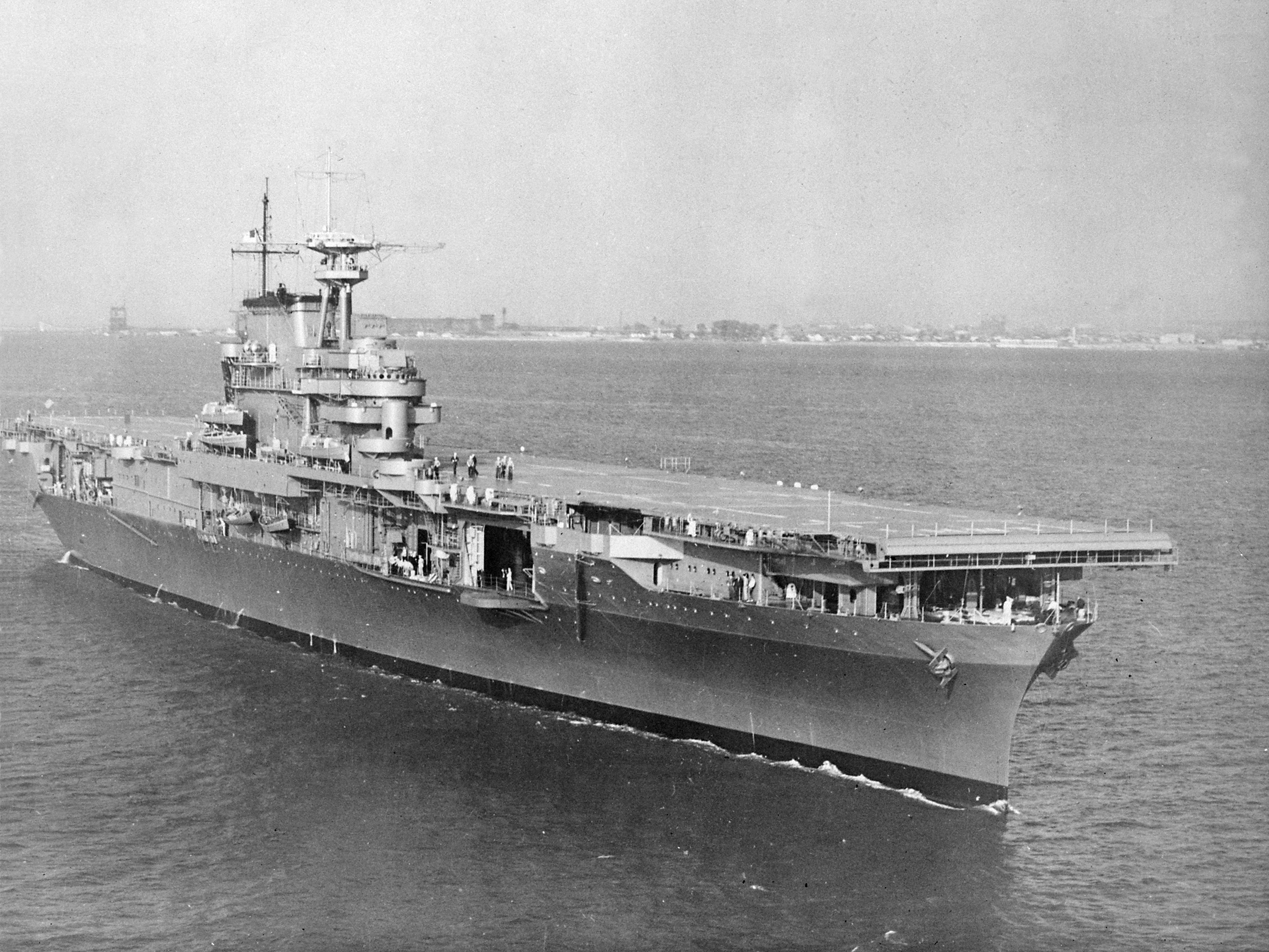
Авианосец «Хорнет» сразу после вступления в строй. 27 октября 1941 года

Строительство авианосца «Хорнет» проводилось, согласно кораблестроительной программе, реализуемой с учётом ограничений Вашингтонской конференции. США имели право построить авианосцы общим тоннажом 135000 тонн. Первоначально планировалось построить в дополнение к двум большим авианосцам типа «Лексингтон» водоизмещением по 33000 тонн, пять малых авианосцев водоизмещением по 13800 тонн. Однако опыт строительства авианосца «Рейнджер», показал, что корабли такого размера имеют недостаточную боеспособность для действий в открытом океане и уступают кораблям потенциального противника (японским авианосцами «Хирю» и «Сорю». Поэтому было решено строить следующие авианосцы водоизмещением 20700 тонн. Первым кораблем этой серии стал «Йорктаун», вторым — «Энтерпрайз». Но после того как Япония фактически вышла из договора, американский флот заказал ещё один корабль типа «Йорктаун», который вошёл в строй незадолго до начала войны.
«Хорнет» вступил в строй 20 октября 1941 года. Командиром корабля был назначен капитан 1 ранга Марк Митшер. Так как экипаж «Хорнет» состоял в основном из необученных новобранцев, к началу войны авианосец проходил подготовку у восточного побережья США, а с началом боевых действий был переведён в безопасный Мексиканский залив. В марте 1942 года «Хорнет» закончил подготовку и прибыл в Тихий океан, войдя в состав Тихоокеанского флота. Первой операцией нового авианосца стал налёт на Токио, более известный как «рейд Дулиттла».

### Налёт на Токио

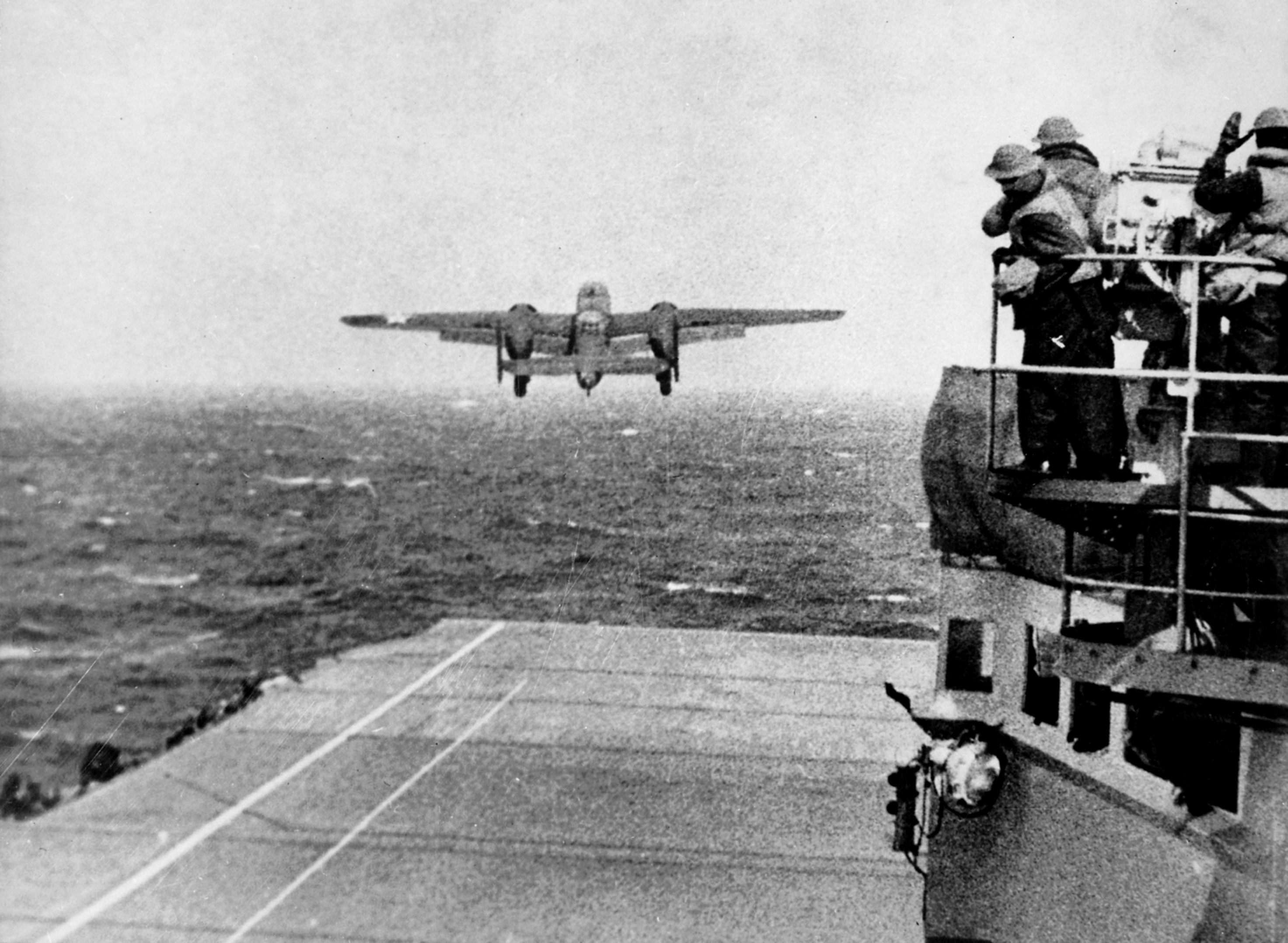
Рейд Дулиттла. Взлёт бомбардировщика B-25

Рейд на Токио планировался как пропагандистская акция в условиях неудачного начала войны. Так как авианосцы не могли подойти на расстояние, достаточное для использования авианосных самолётов, было принято решение использовать базовые двухмоторные самолёты. Подготовка к рейду началась в начале апреля, когда на авианосец в Сан-Франциско были погружены 16 средних бомбардировщиков B-25 Mitchell и прибыли летчики и техперсонал 17 бомбардировочной группы. Группу возглавлял полковник Джеймс Дулиттл. Вместе с крейсерами авианосец составил 18 оперативное соединение (Task Force 18). Так как бомбардировщики заняли почти всю палубу, «Хорнет» не имел возможности использовать свою авиагруппу. Для его прикрытия использовались самолёты с авианосца «Энтерпрайз». Вместе они составили 16 оперативное соединение.
Соединение двигалось к берегам Японии, рассчитывая атаковать с расстояния 400 миль, но так как утром 18 апреля соединение было обнаружено японским патрульным судном, было принято решение выпустить самолёты с расстояния 650 миль. Операция была чрезвычайно сложной, так как на море было волнение, а длина свободной палубы для первого самолёта составляла всего 143 метра. Тем не менее, все бомбардировщики благополучно взлетели и успешно атаковали цели на Японских островах (Токио, Йокосука, Йокогама, Кобе). Во время бомбардировки не было потеряно ни одного самолёта, однако посадить бомбардировщики обратно на авианосец было невозможно, и планировалось приземление в восточных районах Китая. 15 бомбардировщиков достигли Китая - четыре самолёта совершили жёсткую посадку на воду или рисовые поля и разбились, три человека погибли, семеро получили травмы. Экипажи 11 самолётов выбросились с парашютами. Восемь американцев попали в японский плен. Трое — Дин Холлмарк, Уильям Фарроу и Гарольд Спад — в нарушение Женевской и Гаагской конвенций и обычаев войны были убиты 15 октября 1942 года. Роберт Меллер умер в лагере 1 декабря 1943 года. Единственная уцелевшая машина под командой капитана Эдварда Йорка села на советском дальневосточном аэродроме и была интернирована.

### Сражение у атолла Мидуэй

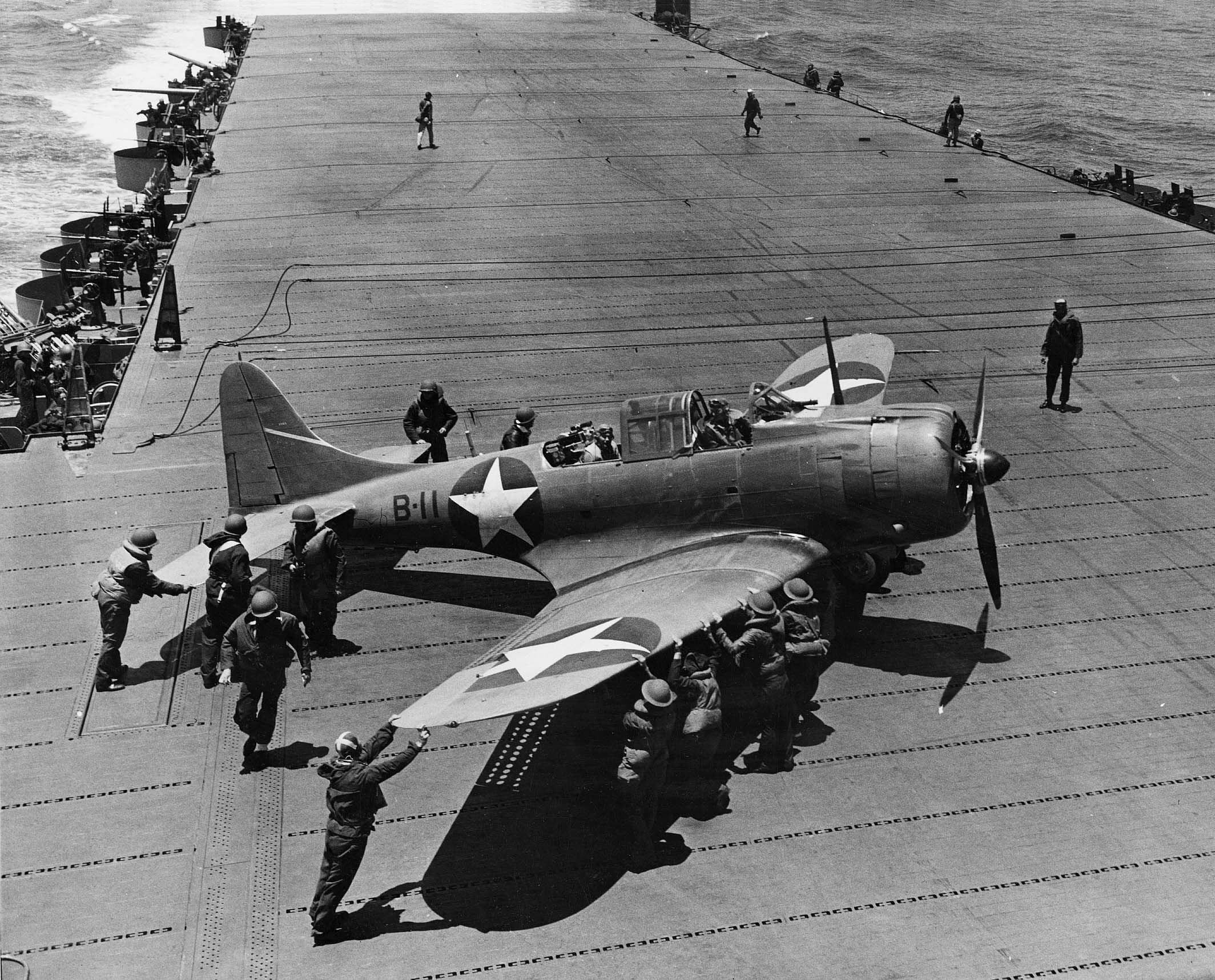
Пикирующий бомбардировщик SBD-3 Dauntless на палубе авианосца «Хорнет». 4 июня 1942 года

Из-за участия в рейде на Токио, «Хорнет» не успел оказать помощь американским авианосцам в сражении в Коралловом море. В конце мая авианосец был возвращен в Пёрл-Харбор в связи с ожидавшимся нападением японского флота на атолл Мидуэй. Хотя командование кораблем должен был принять новый капитан Чарльз Мейсон, контр-адмирал Марк Митшер по-прежнему находился на корабле, командуя авианосной группой. Перехват японских радиограмм позволил американским кораблям занять позиции до подхода японцев и остаться не замеченными. Утром 4 июня были обнаружены японские авианосцы и командующий 16 оперативным соединением адмирал Спрюэнс направил самолёты на авианосное соединение противника.

Истребители и пикирующие бомбардировщики проведя безуспешный поиск были вынуждены возвратиться, причём часть самолётов приземлилась на аэродроме атолла Мидуэй, а 9 истребителей вообще совершили посадку на воду из-за нехватки топлива. Первыми противника нашли торпедоносцы: эскадрилья VT-8 из 15 самолётов TBD-1 с «Хорнет» атаковали в первой волне, но не добившись успеха потеряли все самолёты, причём в живых остался только один пилот. 

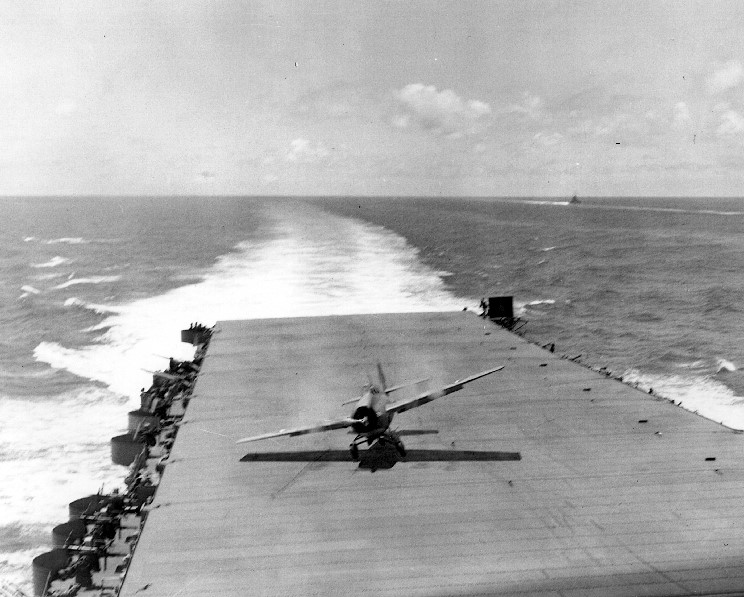
Аварийная посадка истребителя F4F-4 Wildcat на палубу авианосца «Хорнет». 4 июня 1942 года

Сразу же после окончания неудачной атаки торпедоносцев японские корабли были атакованы пикировщиками с «Энтерпрайза». Внимание японцев было отвлечено на предыдущую атаку и американские самолёты действовали почти без сопротивления. Бомбы поразили два японских авианосца «Акаги» и «Кага». В это время самолёты с авианосца «Йорктаун» атаковали и поразили третий авианосец «Сорю».
Преимущество в сражении сразу же перешло к американскому флоту. Днем эскадрильи пикирующих бомбардировщиков с «Энтерпрайза» и «Йорктауна» обнаружили и поразили последний японский авианосец из японского соединения — «Хирю». Так как «Хорнет» к этому времени был вынужден принимать самолёты с повреждённого «Йорктауна», его ударные самолёты поднялись в воздух с опозданием. Прибыв к месту расположения японских кораблей они обнаружили последний японский авианосец смертельно повреждённым и атаковали корабли сопровождения, не добившись попаданий. 6 июня самолёты двух авианосцев 16 оперативного соединения атаковали два японских тяжелых крейсера. В первой атаке самолёты с «Хорнет» добились двух попаданий в крейсер «Могами» и близких разрывов у борта крейсера «Микума». Во второй атаке американцы добились шести попаданий в «Микума», одного в «Могами» и одного в эсминец «Арасио». В итоге «Микума» был потоплен, «Могами» и «Асасио» повреждены. Во время атак 6 июня было потеряно 2 пикирующих бомбардировщика. Всего во время сражения авиагруппа «Хорнет» потеряла 12 истребителей, 15 торпедоносцев и 5 пикировщиков.

### Бои в районе Соломоновых остров
Успех в сражении резко изменил соотношение сил в войне на Тихом океане. Японский флот теперь не обладал столь явным преимуществом перед своим противником. Более того американцы впервые получили преимущество в тяжелых авианосцах, имея четыре корабля («Саратога», «Уосп», «Энтерпрайз» и «Хорнет») против двух японских («Секаку» и «Дзуйкаку»). Это позволило уверенно начать контрнаступление, целью которого стал остров Гуадалканал из архипелага Соломоновых островов. Поначалу «Хорнет» оставался в резерве, базируясь на Перл-Харбор, но уже в середине августа был направлен к Соломоновым островам в составе 17-го оперативного соединения.
Находившиеся в этом районе американские корабли находились под постоянной угрозой атак со стороны японских подводных лодок. 31 августа подводной лодкой I-26 была повреждена «Саратога», а 15 сентября подводная лодка I-19 потопила «Уосп». 17 сентября настала очередь «Хорнета». Японская подводная лодка I-11 выпустила по авианосцу 3 торпеды, однако одна прошла мимо, а две были уничтожены самолётами на подходе к кораблю. Тем не менее, учитывая, что «Энтерпрайз» к этому времени был отправлен на ремонт в Перл-Харбор, «Хорнет» остался единственным авианосцем в районе боевых действий. В сентябре-октябре самолёты авианосца осуществляли поддержку войск на острове Гуадалканал и охрану конвоев, доставлявших на остров подкрепления и припасы.

### Бой у островов Санта-Крус

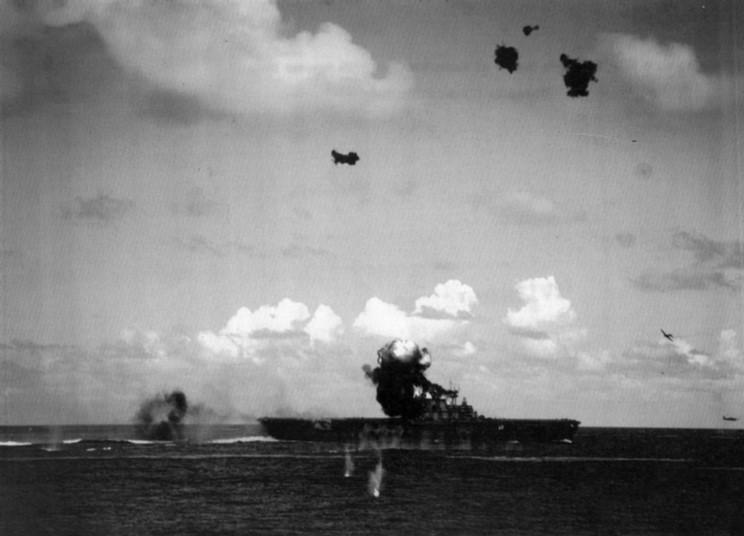
Бой у Санта-Крус. Пикирующий бомбардировщик D3A врезается в авианосец «Хорнет»

Очередной раунд борьбы состоялся в конце октября 1942 года. 23 октября 16 оперативное соединение под командованием контр-адмирала Кинкейда, прибыло к Соломоновым островам. Основные авианосные силы японского флота (4 авианосца) также подошло к району боевых действий. К этому времени очередное сухопутное наступление японцев на аэродром Гендерсон провалилось, а японский флот готовился к бою с американскими кораблями.
Основные силы обнаружили друг друга 26 октября и нанесли первые массированные удары. Первая атака японцев пришлась на авианосец «Хорнет». Корабль был атакован 20 торпедоносцами B5N «Кейт» с авианосца «Сёкаку» и 21 пикирующими бомбардировщиками D3A «Вэл» с «Дзуйкаку» в сопровождении 12 истребителей A6M «Зеро». Несмотря на сопротивление истребителей, им удалось поразить авианосец четырьмя бомбами и двумя торпедами. Кроме того в корабль врезались два подбитых самолёта — один «Вэл» и один «Кейт». Находящийся рядом «Энтерпрайз» не был замечен, так как был скрыт дождевым шквалом. Потери японцев составили 10 «Кейт», 11 «Вэл» и 3 «Зеро».

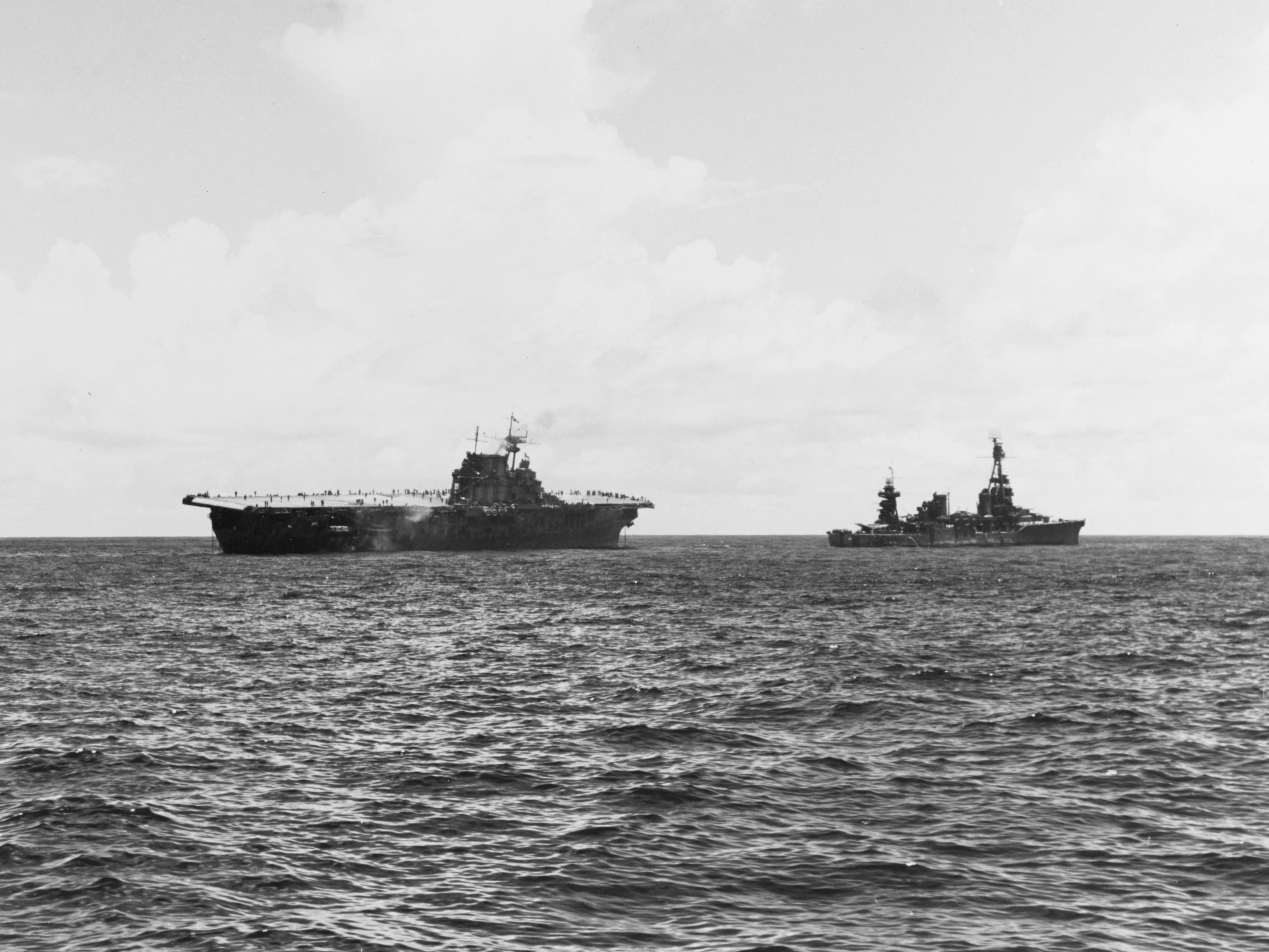
Бой у Санта-Крус. Крейсер «Нортгемптон» пытается буксировать повреждённый «Хорнет»

Американцы потеряли 6 истребителей. В то время как «Хорнет» подвергся нападению, его ударные самолёты атаковали японское соединение. Первая группа из 10 пикирующих бомбардировщиков добилась 6 попаданий в авианосец «Секаку», тяжело повредив его. Вторая группа самолётов двумя бомбами поразила крейсер «Тикума» из группы сопровождения.
Повреждения «Хорнета» были очень тяжелыми. Пожары распространились по всему кораблю от носа до кормы. Была повреждена система пожаротушения и заклинен руль. Благодаря помощи эсминцев сопровождения через час после атаки удалось потушить пожары и крейсер «Нортгемптон» попытался взять авианосец на буксир. Однако эта попытка была сорвана одиночным невооружённым «Кейт», который имитацией атаки заставил обрубить буксировочный трос. После этого с авианосца был снят экипаж за исключением аварийных команд. К 15:00 была предпринята вторая попытка взять повреждённый корабль на буксир. Но в этот момент соединение было атаковано очередной волной японских самолётов. Это были 6 «Кейт» в сопровождении 8 «Зеро» с авианосца «Дзуньё».

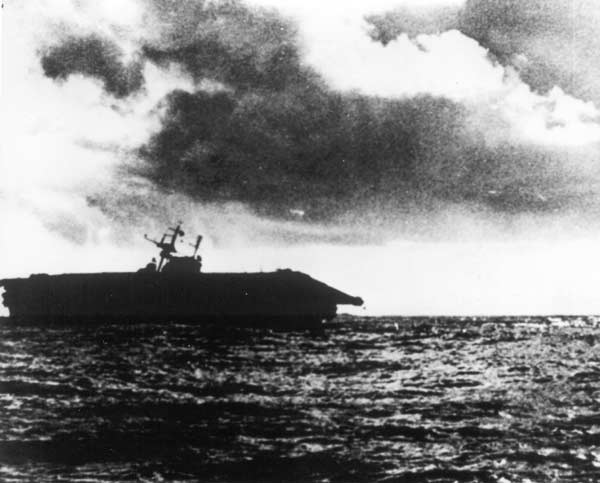
Бой у Санта-Крус. Покинутый командой авианосец «Хорнет» тонет

Им удалось попасть одной торпедой в правый борт «Хорнета». Крен увеличился до 14 градусов. Третья и четвёртая атаки пикировщиков и горизонтальных бомбардировщиков с «Дзуйкаку» были безуспешными. Тем не менее борьбу за живучесть было решено прекратить и аварийные партии начали покидать обреченный авианосец. Вечером корабль, покинутый экипажем был в последний раз атакован, получив попадание бомбой.
Хотя корабль был покинут командой и горел, он тем не менее держался на плаву. Поэтому было принято решение потопить его. Сначала эсминец «Мастин» выпустил по нему восемь торпед из которых три попало в цель. Затем восемь торпед выпустил эсминец «Андресон». Хотя он попал ещё 6 торпедами, авианосец продолжал оставаться на плаву. Эсминцы открыли огонь из орудий, выпустив в общей сложности более 150 снарядов. В это время подошли передовые силы японского флота, отогнавшие американские эсминцы. Поначалу было приказано попытаться взять «Хорнет» на буксир, но корабль был настолько сильно повреждён и принял столько воды, что японцы отказались от первоначального намерения. Эсминцы «Макигумо» и «Акигумо» выпустили в общей сложности 6 мощных 610-мм торпед, которые в итоге привели к потоплению корабля. Авианосец затонул в точке 08°38′ ю. ш. 166°43′ в. д.. Всего в бою было потеряно 130 членов его экипажа. Части самолётов удалось сесть на повреждённый «Энтерпрайз»

## Командиры
- капитан Марк Митшер (20 октября 1941 — 15 июня 1942)
- капитан Чарльз Мэйсон (16 июня — 26 октября 1942)

## Награды
| Бронзовая звезда за службу | |
|                            | Бронзовая звезда за службу · Бронзовая звезда за службу · Бронзовая звезда за службу · Бронзовая звезда за службу |

| Медаль «За службу по защите Америки» с «Флотской» застёжкой |                                                                 |                                       |
| Медаль «За Американскую кампанию»                           | Медаль «За Азиатско-тихоокеанскую кампанию» с четырьмя звёздами | Медаль Победы во Второй мировой войне |

В ходе войны авианосец был награждён четырьмя боевыми звёздами
| № | Операция                      | Дата операции                    | Период участия «Хорнет» | Примечание                                                                        |
| - | ----------------------------- | -------------------------------- | ----------------------- | --------------------------------------------------------------------------------- |
| 1 | Битва за Мидуэй               | 3-6 июня 1942                    | 3-6 июня 1942           | Эскадрилья торпедоносцев VT-8 была отдельно награждена Presidential Unit Citation |
| 2 | Рейд на Буин-Фаиси-Тонолай    | 5 октября 1942                   | 5 октября 1942          |                                                                                   |
| 3 | Захват и оборона Гуадалканала | 10 августа 1942 — 8 февраля 1943 | 16 октября 1942         |                                                                                   |
| 4 | Бой у островов Санта-Крус     | 26 октября 1942                  | 26 октября 1942         | Авианосец потоплен в бою                                                          |

## Обнаружение
12 февраля 2019 года в СМИ появились сообщения об обнаружении останков затонувшего авианосца. Затонувший корабль был найден и исследован в конце января 2019 года экспедицией, базировавшейся на научно-исследовательском судне Petrel (экспедиция финансировалась фондом Пола Аллена и на протяжении нескольких лет занималась обнаружением и исследованием кораблей, затонувших в ходе Второй Мировой Войны на Тихоокеанском театре военных действий). Обломки, обнаруженные с помощью автономного глубоководного аппарата, оборудованного гидролокатором, находятся на глубине в 5400 метров. Корпус затонувшего судна довольно хорошо сохранился, но часть кормовой оконечности утрачена. Надстройка-остров находится на своём месте. Часть лётной палубы отсутствует (вероятно, она была уничтожена ещё до затопления, во время пожара). В непосредственной близости от корпуса корабля обнаружены и фрагменты самолётов, базировавшихся на его борту.